# Columbia Pictures
A Columbia Pictures céget 1919-ben alapították.
A vállalat működésének első három évtizedében a cég elnöke Harry Cohn volt. Neki köszönhetően még a gazdasági világválság idején is a Columbia nyereségesen működött. 1924-től a nemzetközi filmterjesztési hálózat kiépítésére koncentráltak és a nevüket kiegészítették Columbia Pictures Corporation-ra. 1934-ben jelent meg Frank Capra Ez történt egy éjszaka című filmje, amely tarolt az Oscar-díj kiosztón (az öt legfontosabb díjat hozta el) és a mozipénztárakban is. Anyagi sikereiket a harmincas években a B-kategóriás filmjeik hozták a western, az akciófilm és a sorozatok műfajaiban. Legnagyobb csillaga Fred Astaire, partnernője Rita Hayworth volt. Őt követte Kim Novak. 1951-ben létrehozták televíziós leányvállalatukat, a Screen Gems céget. Ezekben az években készült számos sikerdarabuk, többek között a Híd a Kwai folyón és a Most és mindörökké. A hatvanas években került moziba az Arábiai Lawrance, az Olivér és a Funny Girl. 1969-ben hatalmas nyereséggel zárták az alacsony költségvetéssel készült Szelíd motorosok című produkciójukat. A hetvenes években nagy veszteség érte a vállalatot. A Coca Cola Company 1980-ban megvásárolta a stúdiót, majd azt 1988-ban továbbadta két külső befektetőnek. Ez idő alatt készült az Aranyoskám és a Szellemirtók című sikerfilmek. 1989-ben a Tri Star Pictures céget a Columbia megvásárolta. 1991-től a stúdiót hivatalosan Sony Pictures Entertaintmentnek nevezik, de filmjei a Columbia/Tri-Star logó alatt futnak.

## 1930-as évek
- Platinum Blonde (1931)
- Broadway Bill (1933)
- Lady for a Day (1933)
- Twentieth Century (1934)
- Ez történt egy éjszaka (1934)
- One Night of Love (1934)
- Váratlan örökség (1936)
- Kár volt hazudni (1937)
- A Kék Hold völgye (1937)
- Only Angels Have Wings (1939)
- Becsületből elégtelen (1939)

## 1940-es évek
- Pénteki barátnő (1940)
- Penny Serenade (1941)
- You Were Never Lovelier (1941)
- You'll Never Get Rich (1942)
- My Sister Eileen (1942)
- The More the Merrier (1943)
- Cover Girl (1944)
- Gilda (1946)
- The Jolson Story (1946)
- Down to Earth (1947) Az 1980-as Xanadu eredeti változata
- All the King's Men (1949)

## 1950-es évek
- Tegnap született (Born Yesterday) (1950)
- In a Lonely Place (1950)
- The Marrying Kind (1952)
- Most és mindörökké (From Here to Eternity) (1953)
- The 5,000 Fingers of Dr. T (1953)
- The Caine Mutiny (1954)
- A rakparton (1954)
- Picnic (1955)
- Híd a Kwai folyón (1957)
- Fickós Joey (1957)
- The Story of Esther Costello (1957)
- Bell, Book, and Candle (1958)
- Porgy and Bess (1958, csak forgalmazás)
- Múlt nyáron, hirtelen (Suddenly, Last Summer) (1959)
- Gidget (1959)

## 1960-as évek
- Navarone ágyúi (1961)
- A napfény nem eladó (1961)
- Arábiai Lawrence (1962)
- Bye Bye Birdie (1963)
- Jason and the Argonauts (1963)
- Dr. Strangelove, avagy rájöttem, hogy nem kell félni a bombától, meg is lehet szeretni (1964)
- Lord Jim (1965)
- Born Free (1966)
- Georgy Girl (1966)
- Üldözők (1966)
- Casino Royale (1967)
- In Cold Blood (1967)
- To Sir, with Love (1967)
- Találd ki, ki jön vacsorára! (1967)
- Oliver! (1968)
- Funny Girl (1968)
- Bob & Carol & Ted & Alice (1969)
- A kaktusz virága (1969)
- Szelíd motorosok (1969)

## 1970-es évek
- I Never Sang for My Father (1970)
- Nicholas and Alexandra (1971)
- Az utolsó mozielőadás (1971)
- The Way We Were (1973)
- Shampoo (1975)
- Murder by Death (1976)
- Taxisofőr (1976)
- Harmadik típusú találkozások (1977)
- The Buddy Holly Story (1978)
- Bohókás nyomozás (1978)
- Kaliforniai lakosztály (1978)
- Kramer kontra Kramer (1979)
- Mindhalálig zene All That Jazz (1979) (koprodukcióban a 20th Century Fox-szal)

## 1980-as évek
- A kék lagúna (1980)
- Dutyi dili (1980)
- Bombázók a seregnek (1981)
- A szenzáció áldozata (1981)
- Annie (1982, plus made-for-TV sequel in 1999)
- Aranyoskám (1982)
- Gandhi (1982)
- Néma düh (1982)
- A nagy borzongás (1983)
- Kék villám (1983)
- Christine (1983)
- Szellemirtók (1984)
- Karate kölyök (1984) és még két folytatás (Karate kölyök 2. – 1986), (Karate kölyök 3. – 1989)
- Moszkva a Hudson partján (1984)
- Csillagember (1984)
- St. Elmo tüze (1985)
- Maradj velem (1986)
- Fegyvere van, veszélyes (1986)
- Ishtar (1987)
- Roxanne (1987)
- Az utolsó császár (1987)
- A nagy kékség (1988)
- Szellemirtók 2. (1989)

## 1990-es évek
- Revans (1990)
- Lambada, a tiltott tánc (1990)
- A Legyek Ura (1990)
- Egyenesen át (1990)
- Képeslapok a szakadékból (1990)
- Az élőhalottak éjszakája (1990)
- Házinyúlra nem lövünk (1990)
- Tortúra (1990)
- Ébredések (1990)
- Micsoda buli (1990)
- Terminátor 2. – Az ítélet napja (1991) (TriStar Pictures)
- Hullámok hercege (1991)
- Irány Colorado (1991)
- Érinthetetlenek (1991)
- Öldöklő vágyak (1991)
- Fekete vidék (1991)
- Visszatérés a kék lagúnába (1991)
- Dupla dinamit (1991)
- Beverly Hills meghódítása (1991)
- My Girl - Az első szerelem (1991)
- A legbelsőbb körök (1991)
- Drakula (1992)
- Micsoda csapat (1992)
- Egy becsületbeli ügy (1992)
- Az ígéret szép szó... (992)
- Radio Flyer - Repül a testvérem (1992)
- Emlékek rabságában (1992)
- Stephen King: Alvajárók (1992)
- Az üstökös éve (1992)
- Dől a lé (1992)
- Egyedülálló nő megosztaná...  (1992)
- Első állomás: Las Vegas (1992)
- Botcsinálta hős (1992)
- Folyó szeli ketté (1992)
- Idétlen időkig (1993)
- Az ártatlanság kora (1993)
- Philadelphia - Az érinthetetlen (1993) (TriStar Pictures)
- Hiába futsz (1993)
- Banya csak egy van (1993)
- Desperado (1993)
- Amos és Andrew bilincsben (1993)
- A nagymama soha! (1993)
- Az utolsó akcióhős (1993)
- Célkeresztben (1993)
- Hazug igazság (1993)
- Léon, a profi (1994) (amerikai forgalmazó)
- Indián a szekrényben (1995) (koprodukcióban  a Paramount Pictures-szel)
- A kábelbarát (1996)
- Larry Flynt, a provokátor (1996)
- Jerry Maguire – A nagy hátraarc (1996) (TriStar Pictures)
- Az elnök különgépe (1997)
- Men in Black – Sötét zsaruk (1997)
- Jeanne d’Arc – Az orléans-i szűz (1999)
- Apafej (1999)
- Stuart Little (1999)
- Hazudós Jakab  (1999)

## 2000-es évek
- Final Fantasy (2000, 3D animáció)
- Charlie angyalai (2000, egy 1970-es tévésorozaton alapulva)
- A nőfaló ufó (2000)
- Kész cirkusz (2000)
- Árnyék nélkül (2000)
- A hazafi (2000)
- Blöff (2000)
- Jég és föld között (2000)
- Vad lovak (2000)
- Rémségek könyve 2. – A végső vágás (2000)
- Amerika kedvencei (2001)
- A Sólyom végveszélyben (2001)
- Fekete átok (2001)
- Fiúk az életemből (2001)
- A kismenő (2002) (Mr Deeds Goes to Town, 1935) remake
- Pókember Spider-Man (2002)
- Pánikszoba (2002) Panicroom
- Men in Black – Sötét zsaruk 2. (2002)
- Stuart Little, kisegér 2. (2002)
- Charlie angyalai: Teljes gázzal (2003)
- Nagy Hal (Big Fish) (2003)
- A Nap könnyei (2003)
- Minden végzet nehéz (2003) (koprodukcióban a Warner Brothers-szel)
- Volt egyszer egy Mexikó (2003)
- Bad Boys 2 (2003)
- Tapló télapó (Bad Santa) (2003)
- Átok (2004)
- Pókember 2. (2004)
- Pokolfajzat (2004)
- Feketék fehéren (2004)
- Are We There Yet? (2005)
- Guess Who (2005, remake Guess Who's Coming to Dinner, 1967)
- Lords of Dogtown (2005)
- Hitch (2005)
- A bájkeverő (2005, egy 1960-as tévésorozaton alapszik)
- Egy gésa emlékiratai (2005)
- Monster House (2006)
- A da Vinci-kód (2006)
- Nagyon vadon (2006)
- Casino Royale (2006)
- Taplógáz (Talladega Nights) (2006)
- A szellemlovas (2007)
- Pókember 3. (2007)
- Superbad (avagy miért ciki a szex) (2007)
- Vigyázz, kész, szörf! (Surf's up) (2007)
- Walk Hard (Dewey Cox story) (2007)
- Ne szórakozz Zohannal! (2008)
- Hancock (2008)
- Nagyon vadon 2. (2008)
- Terminátor: Megváltás (2009)
- Julie és Julia – Két nő, egy recept (2009)
- 2012 (2009)

## 2010-es évek
- A karate kölyök (2010)
- Nagyon vadon 3. (Open Season 3) (2010)
- 30 perc vagy annyi se (2011)
- Hupikék törpikék (2011)
- 21 Jump Street - A kopasz osztag (2012)
- A csodálatos Pókember (2012)
- Hotel Transylvania – Ahol a szörnyek lazulnak (Hotel Transylvania) (2012)
- Men in Black – Sötét zsaruk 3. (2012)
- Kalózok! – A kétballábas banda (2012)
- Hupikék törpikék 2. (2013)
- Az elnök végveszélyben (2013)
- A csodálatos Pókember 2. (2014)
- Pixel (2015)
- Angry Birds – A film (2016)
- Szellemirtók (2016)
- Az 5. hullám (2016)
- Hupikék törpikék – Az elveszett falu (2017)
- Szárnyas fejvadász 2049 (2017)
- Nyúl Péter (2018)
- Így ne legyél elnök (2018)
- Kisasszonyok (2019)